# Harry Redknapp
Henry James "Harry" Redknapp (rođen 2. ožujka 1947.) je engleski nogometni trener i bivši nogometaš. 
Kao igrač karijeru je započeo u West Ham Unitedu, gdje je u osam godina pribilježio 149 ligaških nastupa, zabivši pritom 7 pogodaka. Još kao igrač nastupao je za klubove Brentford, Seattle Sounders i Bournemouth gdje je 1982. godine završio svoju igračku karijeru te započeo trenersku. Sljedećih devet godina proveo je kao menadžer Bournemoutha, a zatim se vraća u svoj matični klub West Ham United koji je vodio od 1994. do 2001. godine kada je preuzeo vođenje kluba Portsmoutha. 2004. godine napušta Portsmouth te postaje menadžer Southamptona, da bi se nakon samo jedne sezone vratio u Portsmouth koji je vodio do 2008. godine. Tada pristaje na ponudu Tottenham Hotspura i ostaje na njihovom kormilu 4 sezone. Od 2012. do 2015. je bio trener Queens Park Rangersa.